# 杨延平
楊泰，字延平（或“淵平”），楊家將小說、戲曲及民間傳說中人物；并州太原（今山西太原）人，金刀老令公楊業的長子，楊家七子的大哥，故稱“楊大郎”。文武兼備，性格倔強，父親和母親對他寄予厚望。當父母不在家時，作為長兄擔起職責；眾弟有難，會挺身而出。大郎作為長子和長兄具有決定性和影響力，眾弟對長兄十分信任和敬重。在楊家將中是眾人的軍師，也是軍中的大腦。

## 生平
楊大郎，字延平，金槍傳編寫大郎的專屬武器是屈盧渾金槍。早年和二郎延定常跟隨楊業抵抗北宋，歸北宋後為北宋殿前大將；與父親楊業和二郎延定北伐遼國，戰功顯著，楊家軍和楊家敢死軍的總指揮，官拜保駕大將軍兼任代州節度使，加封為忠孝侯、位列當朝八少陽侯。

### 幽州救援
原著《楊家將演義》：幽州是遼國蕭太後居住地，宋太宗借遊玩幽州打算攻打遼國。楊大郎延平為宋太宗保駕前至幽州的邠陽城，忽然有遼將耶律奇攔阻，大郎驍勇上前迎戰，耶律奇不敵逃跑，并駐紮在邠陽城。蕭太後得知後大驚，決定籍此機會生擒宋太宗，派出遼將進軍邠陽城。延平認為敵方氣勢正盛，就算交戰都不能獲勝，數日後再戰必能成功。正當宋太宗允許，這時候卻被耶律尚指揮的遼兵急攻，延平向代州與幽州屯兵的楊業救援，正有一遼將劉粥攔截，延平一槍把他打翻。楊業道知後，與七子八人離開代州，到邠陽城救援。天慶王見楊業一家是勁敵，打算用計引楊家進城再圍城，這樣能在一個月困死，遂即撤軍。楊業敵軍撤軍便有詭詐，遂和七子登樓望敵，看到遼軍在城外各方屯兵。延平認為這樣會被困死在城內，就算死也要保護宋主離開。楊業見延平此回答大喜，便對宋太宗說到要效仿紀信救主的故事，先寫信詐降，并在西門迎接，楊業和六郎延昭、七郎延嗣護送主出東門。延平代宋太宗迎接遼將，與二郎延定、三郎延安、四郎延輝、五郎延德到西門詐降，宋太宗把身上龍袍，御駕等都給大郎延平代宋太宗詐降。延平端坐在座駕上，聽到天慶王大叫宋太宗納降出來相見，延平便搭弓一箭射殺天慶王。激怒了遼將韓延壽，在沒有穿上裝備的情況下，被一槍挑死在車下。
《楊家府演義》：大概與《楊家將演義》的故事一樣，在幽州為保護宋太宗離開，而與兄弟一行五人迎戰遼邦，讓父親楊令公及六郎、七郎護送宋太宗離開。在令公等人撤離後，侍臣據逃回的士兵的戰況向楊令公回報，并説道延平因射殺天慶王而惹怒蕭太后，蕭太后命全軍包圍延平，延平和他在河東的三百名楊家敢死軍全部遇難，沒有一人逃出。

### 血戰金沙灘
劉蘭芳《楊家將》評書：天慶王約宋太宗到金沙灘設下雙龍會假裝議和，宋太宗便與楊家將等到金沙灘談判。來到金沙灘進入土城，入夜後，延平代父看守寢宮。三更時候，廝殺聲激烈，遼兵在外誓要活捉宋太宗。接著皇上和大臣先撤退，剩下楊家九人合計。大郎見父親臉容老邁，希望能替父親解憂，並提出將計就計，找人裝扮成宋太宗，并保護皇上離開，願意自己充當宋太宗出去。楊令公感動落淚時，淚水間看到大郎容貌與宋太宗相像，並使用偷樑換柱之計。二郎建議自己假扮成八賢王，七郎應聲說保護大哥、二哥。說完眾子跪在父親膝下請求答應，延平請求，眾子等說到道保護大哥二哥。宋太宗在百般推搪之下唯有答應，讓延平和延定穿上宋太宗和八賢王的衣服，並派宋兵向天慶王通報宋太宗投降。天慶王打算讓他們會盟台簽署投降書，韓昌認為直接抓宋主就能得中原。接著八個郎都裝扮好各自的打扮，向楊令公拜別，大郎上宋主的座駕，二郎騎上八賢王的逍遙馬，各郎在左右護駕。在路途上，大郎延平對弟弟提議殺死天慶王，擒獲韓昌，眾弟郎都聽從大哥。座駕來到會盟台，大郎延平看到天慶王和韓昌在大笑。自己的心想宋太宗和父親等人應該逃脫，便拿起弓箭瞄準天慶王射殺，天慶王大笑之時意想不到是假皇帝，被射中喉嚨部死去。冷笑被嘲笑道遼將：“自己是楊大郎而不是宋太宗，宋太宗要我教訓你們。” 這舉動惹怒了眾遼將，遼兵遼將一擁而上，二郎延定和三郎延安等眾弟擺槍迎敵。六郎延昭命令七郎延嗣、八郎延順保護大郎，讓大郎下馬車換上馬。大郎在車上高呼自己是假充為宋太宗，自己是楊大郎遼兵跟我閃開，遼兵聽到是楊家將嚇到後退。七郎正打算讓大郎換馬，此時耶律休、耶律托奔向大郎而來，六郎延昭持槍迎兩將。想不到馬車旁衝出一遼將突襲砍向延平，原來是進土城時引路的兀環奴。延平用射殺天慶王的弓進行抵擋，閃身用弓背數下，因弓短而不能有所勝算，便扔掉弓到兀環奴頭頂。兀環奴避開，拿著大刀怒斬大郎，此時七郎延嗣帶馬趕到，在數槍之下把兀環奴擊殺。可惜七郎延嗣只顧交鋒，延平輕裝沒有穿盔甲，下馬跨上馬的時候，沒有提防身後的遼將胡達，在背後被一槍偷襲而亡。七郎回頭才知道大郎被刺亡，抱起大郎，大郎此時臉無血色説着快點走後，緊閉着眼死去。

田連元《楊家將》評書：遼邦邀請宋主宋太宗到金沙灘，擺設雙龍會議和。宋太宗心知這是鴻門宴，心有餘悸。潘仁美因為極少人看過宋主的容貌，向宋太宗提議找與宋主相似的人相扮。宋太宗大喜，但詢問不知道誰擔當這個位置。潘仁美用眼珠打轉提示，眼神意指楊大郎楊延平。宋主看到潘仁美的眼睛往邊上大着，原來是楊延平，好着與主相似，但心想沒事還好，如果有事上來不知道怎樣辦。宋主詢問年輕穩重的八賢王，八賢王心知潘豹早前擂臺打死不少人，也把楊府的人打死，按照潘家的規定，打死不償命。可惜碰巧被楊延嗣上臺打死，按理是不償命，但把潘仁美氣坏。潘仁美每次都找楊家麻煩，這次征伐，潘仁美是元帥，楊業是先鋒，如果不是皇叔親征，早就不和。八賢王知道潘仁美想讓楊大郎代替宋太宗赴死的惡計，便假裝糊塗回答：“營上沒有人與你相像。”說完二人擔心，宋太宗擔心自己的安危，八賢王擔心楊業說話請命，怕他的忠勇會請求他家兒子來擔當這個職責，楊業也缺少防人之心，會正中別人的圈套。此刻，楊業請命：“臣有一言，絮怕欺君之罪。本長子與聖上相似，次子與八賢王相似，二人假扮聖上和八賢王，帶領眾將到雙龍會談判，未知如何？”宋太宗故作不好意思哪能讓令公一家這樣做，楊業再次請命，宋太宗唯有答應，八賢王說道楊家擔當大任而官少，宋太宗將楊業加封為中書令職位。自此，有人叫楊業為老令公，潘仁美紅了眼，心想希望你們能從幽州活到回來。大郎假扮宋主，二郎假扮八賢王，三郎裝扮成殿前將軍，四郎、五郎裝扮成保駕大臣，六郎裝扮成虎賁隊隊長，七郎楊延嗣、八郎楊延順，因為較為年輕而裝扮給皇帝、王爺牽馬的禦馬童，金刀楊業，東平王高君保、魯南王鄭印、金鞭王呼延贊等人一起前往。潘仁美和將士保護真皇上在將營。
第二天各人裝扮好準備出發，楊大郎在袖裡藏箭，為了以防萬一而藏袖箭。眾人與宋主、八賢王等人拜別前行。天慶王耶律賢見宋主一來格外開心，城裡擺下埋伏，能在此會把他們殺死。天慶王與假宋主楊大郎并馬而行，下馬進入大廳，命人倒酒。酒壺是轉心壺，能藏兩種酒，一種是正常的酒，一種是毒酒，毒酒都倒給大郎和二郎的杯子裡。天慶王借議和之勢，讓眾人舉杯而飲。楊大郎提防而看到是載酒的是個壺，但看到遼方進飲，認為對方可能真的投降，與二郎放下戒心喝酒。天慶王假惺惺拿出降書，等宋主和八賢王毒性發作。大郎、二郎此時毒性發作，耶律賢見此笑了，但看到大郎笑了反被嚇唬。大郎說出自己的真正身份，一手袖箭射殺了天慶王耶律賢。原本遼邦是毒殺宋主和八賢王後，敲響吊鐘，讓窗口滿布五百弓箭手射殺所有人，往屏風後面逃跑。可惜天慶王已死，韓昌就算楊家將來了也要把他們射殺，命了五百弓箭手把大廳全圍了，楊大郎終於支撐不住而倒下，二郎毒發後，鐧死遼兵也倒地了。三、四、五郎扶著大郎、二郎，大郎說快出城保駕，最後緊閉雙眼停止呼吸死去。

### 三英陣亡
評書《楊家將演義》：楊家軍楊業為先鋒、潘家軍潘仁美為中軍、呼家軍呼延贊後援糧草等軍備三路進軍遼國，保駕宋太宗出征北伐遼邦。來到五臺山，楊業與七子拜佛求平安。方丈智聰禪師目到楊業以天下為大任，非常感動，但他不忍心楊家將到來的災難，也不敢道破天機，於是勸楊業解甲歸田。楊令公回答：“楊業自己不是貪功好戰之人，全因遼邦屢次侵擾，無論北宋還是遼國的百姓都被害得民不聊生。只能以戰止戰制止遼邦的行為，為百姓謀福。如果兩國而友好結交，我一定解甲歸田，不會再過問功名利祿。”智聰禪師（京劇為鬼谷子）看見楊業這樣便對他說：“我有一句話給將軍——金沙灘雙龍會；七子去，六子回。” 令公認為七子其中一人回不來，而大郎是保駕大將軍，也是這場戰役首當其衝的主將，還望智聰禪師解釋其意，禪師搖頭不回答，令公也不勉強，便與七子下山出征。
楊家將連續大破遼軍，蕭太後只好親臨陣地，鼓舞士氣，并想出以退為進，誘宋太宗到金沙灘談判，一并將宋太宗和楊家將擒拿。楊業知道這是蕭太後的詭計，看到大郎面貌與宋主相像，提議由大郎喬裝代宋太宗談判；最後得到宋太宗同意，大郎坐上座駕代宋主到金沙灘談判。在金沙灘中對峙，天慶王在談判過程中，看破宋太祖是楊大郎假扮的，便號令開戰。楊業冷靜地分三路應對，左路由大郎延平、二郎延定、三郎延安率領，中路由其父楊業和六郎延昭、七郎延嗣率領，右路則是四郎延輝、五郎延德率領。各路楊家軍奮戰殺敵，遼兵急劇增加，楊家軍各三路都被衝散，首尾不能相顧。而左路軍的大郎楊延平看到天慶王在馬上坐山觀虎鬥，左右無人，便挽弓一箭射殺天慶王。激怒了遼軍，被遼軍亂槍至死。同一路軍的二郎看到大哥被刺死，眼睛通紅怒殺左右遼軍，打算救援大郎。二郎雖然很勇猛，但可惜部下全部戰死，自己的坐騎馬腳被遼兵削去而翻倒。眼看大郎慢慢死去，二郎也無力救援大郎，自己也被亂槍刺死，再被馬踏而亡。同路軍的三郎看到大郎、二郎被殺，軍隊幾乎被全部殲滅，隨即躍馬突圍逃跑，馬跑到蘆葦草叢，誰知道被遼兵設下的鉤鐮槍鈎去馬腳而摔倒在地，再被遼兵一擁而殺。

## 家庭

### 父親
- 楊業（金刀老令公）

### 母親
- 佘太君（老令婆）

### 弟
- 二郎延定；
- 三郎延安；
- 四郎延輝；
- 五郎延德；
- 六郎延昭；
- 七郎延嗣；
- 八郎延順

### 妹
- 八妹延琪
- 九妹延瑛

### 妻
- 周夫人（大娘）

## 歷代扮演
- 《楊家將》中，由黎漢持飾演
- 《楊門虎將》中，由林江國飾演
- 《少年楊家將》中，由李東學飾演
- 《忠烈楊家將》中，由鄭伊健飾演
- 《五郎八卦棍》中，由汪禹飾演

## 外部連結
- 楊家將演義 第十六回　太宗駕幸五臺山　淵平戰死幽州城
- 楊家府演義 太宗駕幸昊天寺 （页面存档备份，存于）
- 評書楊家將[永久]
- 田連元 血戰金沙灘[永久]

Template:七郎八虎